# Szczelina w Wielkich Koryciskach

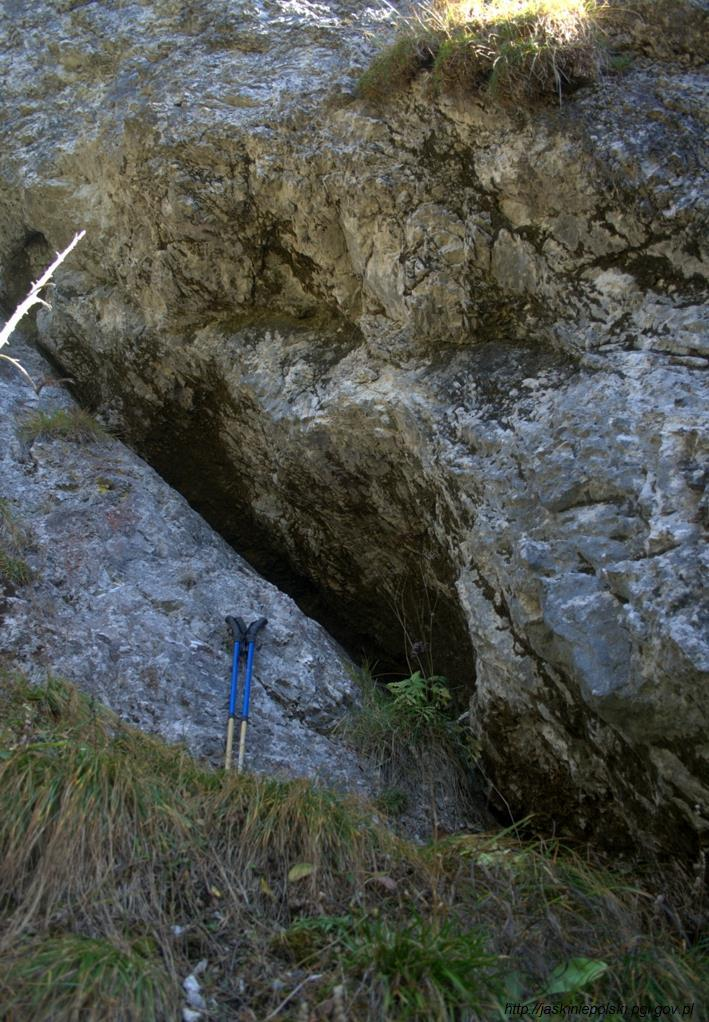
Otwór jaskini

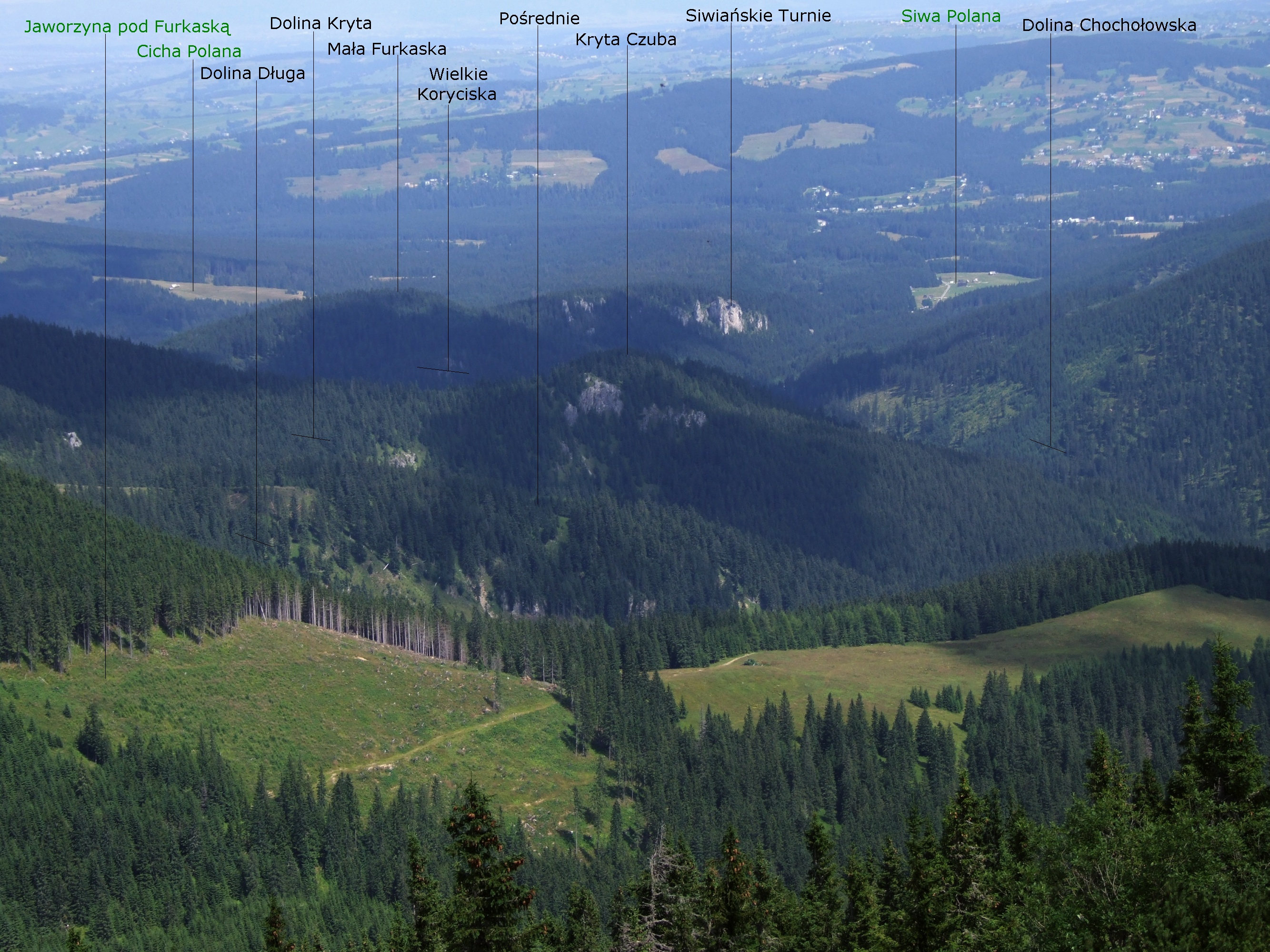
Widok z Bobrowca na Dolinę Chochołowską. W głębi Wielkie Koryciska

Szczelina w Wielkich Koryciskach – jaskinia, a właściwie schronisko, w Dolinie Chochołowskiej w Tatrach Zachodnich. Wejście do niej znajduje się w środkowej części Wielkich Korycisk, w pobliżu jaskiń: Skośna Szpara, Wilcza Nora i Schron w Wielkich Koryciskach, na wysokości 1070 metrów n.p.m. Długość jaskini wynosi 7,5 metrów, a jej deniwelacja 6 metrów.

## Opis jaskini
Jaskinię tworzy szczelinowy, wysoki i pochylony korytarz, do którego prowadzi bardzo szeroki, ale niski, otwór wejściowy z niewielkim progiem. Tuż za progiem odchodzi w bok niewielki korytarzyk zbyt wąski do przejścia.

## Przyroda
W jaskini brak jest nacieków. Ściany są wilgotne.

## Historia odkryć
Jaskinia była znana od dawna. Jej pierwszy plan i opis sporządziła I. Luty w 2013 roku.